# Cephalochrysa ferruginea
Cephalochrysa ferruginea är en tvåvingeart som först beskrevs av Günther Enderlein 1914.  Cephalochrysa ferruginea ingår i släktet Cephalochrysa och familjen vapenflugor. Inga underarter finns listade i Catalogue of Life.